# Viêm da ứ đọng
Viêm da ứ đọng là vùng viêm da ở chân, thường kèm theo thiểu năng tĩnh mạch hoặc loét rõ ràng. Nguyên nhân do tĩnh mạch bị suy yếu cản trở việc bơm máu từ chân về tim, dẫn đến tăng áp lực trong các mao mạch gây rò rỉ các tế bào máu và dịch ra da và các mô, làm da bị thương tổn và ngứa.

## Tỷ lệ mới mắc và bệnh nguyên
Số lượng người béo phì, thường là nữ giới, những bệnh nhân có mức độ thiểu năng tĩnh mạch hoặc giãn tĩnh mạch ở cẳng chân. Trước khi có loét ứ đọng, có thể xuất hiện phản ứng viêm da nhẹ với teo biểu bì, ban xuất huyết và nhiễm sắc tố do hemosiderin. Những thay đổi này liên quan đến máu thoát mạch vào mô và thiếu oxy.

## Triệu chứng
- Da trở nên mỏng, màu nâu, với các tổn thương có thể như chấm hoặc đốm, ban đỏ, kích ứng bề mặt, vùng do ở mắt cá chân hoặc cẳng chân trở nên sậm màu và/hoặc dày lên.
- Da có thể bị suy và có thể loét cục bộ.
- Chân, mắt cá chân, hoặc các khu vực khác có thể sưng lên.
- Lở loét.
- Ngứa và/hoặc đau chân.
- Đôi khi có thể bị đau dai dẳng ở các mô bị sưng và có thể cảm giác như bị kim châm.

Da bị nứt và tổn thương do viêm da ứ đọng tạo điều kiện cho vi khuẩn xâm nhập gây nhiễm trùng và viêm mô tế bào (cellulitis) ở chân. Nếu tình trạng da trở xấu có thể gây loét tĩnh mạch.

## Biểu hiện lâm sàng
Mặt trong của hai cẳng chân. Phía trên và xung quanh mắt cá trong là vùng bị tổn thương chính. Da bóng, teo và thường có rất nhiều mạch máu nhỏ dễ dàng quan sát. Ngứa có thể là dữ dội và gây vết xước chậm liền. Những tổn thương khác ít nghiêm trọng có thể thấy trên bắp chân và đùi.

## Điều trị
Điều trị tĩnh mạch giãn là quan trọng nhất. Sử dụng  steroid tại chỗ mặc dù có giá trị để giảm triệu chứng nhưng không được khuyên dùng kéo dài vì steroid sẽ thúc đẩy đến những thay đổi teo đã sẵn có trong biểu bì mỏng. Băng tẩm hắc ín hoặc ichthyol bảo vệ là có ích cả trong ngăn ngừa gãi và bảo vệ những sang chấn nhỏ khác.